# Volta ao Distrito de Santarém
La Volta ao Distrito de Santarém (it. Giro del Distretto di Santarém) era una corsa a tappe maschile di ciclismo su strada che si svolse nel distretto di Santarém, in Portogallo, dal 2006 al 2008 nel mese di marzo. Faceva parte del circuito UCI Europe Tour classe 2.1.

## Storia
Pur disputandosi solo per un breve lasso di tempo, la corsa cambiò denominazione quattro volte: creata nel 1997 come Grand Prix International Telecom, nel 2001 diventò Grand Prix Mosqueteiros-Rota do Marquês e mantenne tale nome fino al 2004, quando diventò Grand Prix Estremadura-RTP, nel 2005 Grand Prix Internacional do Oeste RTP e solo dal 2006 acquisì l'ultima denominazione con cui fu disputata, Volta ao Distrito de Santarém.

## Albo d'oro
Aggiornato all'edizione 2008.
| Anno                                    | Vincitore                        | Secondo                          | Terzo                            |
| Grand Prix International Telecom        | Grand Prix International Telecom | Grand Prix International Telecom | Grand Prix International Telecom |
| --------------------------------------- | -------------------------------- | -------------------------------- | -------------------------------- |
| 1997                                    | Saulius Sarkauskas               | Cândido Barbosa                  | Jeremy Hunt                      |
| 1998                                    | Cândido Barbosa                  | Jacek Mickiewicz                 | Manuel Liberato                  |
| 1999                                    | Paolo Lanfranchi                 | Mikel Pradera                    | Felice Puttini                   |
| 2000                                    | José Azevedo                     | José Alberto Martínez            | Aitor Osa                        |
| Grand Prix Mosqueteiros-Rota do Marquês |                                  |                                  |                                  |
| 2001                                    | Igor González de Galdeano        | Vitor Manuel Gomes               | Melchor Mauri                    |
| 2002                                    | Rui Lavarinhas                   | Joan Horrach                     | Bruno Castanheira                |
| 2003                                    | Cândido Barbosa                  | Aleksej Markov                   | Claus Michael Møller             |
| Grand Prix Estremadura-RTP              |                                  |                                  |                                  |
| 2004                                    | Carlos García Quesada            | Cândido Barbosa                  | José Adrián Bonilla              |
| Grand Prix Internacional do Oeste RTP   |                                  |                                  |                                  |
| 2005                                    | Cândido Barbosa                  | Aitor Pérez                      | Carlos Castaño Panadero          |
| Volta ao Distrito de Santarém           |                                  |                                  |                                  |
| 2006                                    | Lars Boom                        | Ben Day                          | Manuel Lloret                    |
| 2007                                    | Robert Hunter                    | Martín Garrido                   | Lars Boom                        |
| 2008                                    | Maurizio Biondo                  | László Bodrogi                   | Andreas Klöden                   |